# 말라얀들쥐
말라얀들쥐(Rattus tiomanicus)는 시궁쥐속에 속하는 설치류의 일종이다. 말레이시아들쥐 또는 말레이시아숲쥐로도 불린다. 야행성 동물이고, 주로 나무 위에서 생활하는 수상성 동물이다. 말레이시아와 태국, 인도네시아, 필리핀에서 발견된다. 흔하게 발견되는 종으로 국제 자연 보전 연맹(IUCN)이 "관심대상종"으로 분류하고 있다.

## 특징
말라얀들쥐의 꼬리를 제외한 몸길이는 140~190mm이고, 꼬리 길이는 150~200mm이다. 몸무게는 55~150g이다. 귀는 크고 털이 거의 없다. 털은 부드럽고 납작하며 짧은 가시가 산재해 있다. 등 쪽 털은 회색빛을 띠는 올리브색과 갈색이며 중간 길이의 검은 조모가 흩어져 있고, 배 쪽은 희끄무레하다. 꼬리 길이는 몸길이와 비슷하고 균일한 짙은 갈색을 띤다. 발이 넓고, 나무를 오를 수 있도록 섬세한 발바닥 굴곡을 갖고 있다. 애넌데일쥐(R. annandalei)와 달리 가시가 있는 매끈매끈한 털과 좀더 적은 수의 젖꼭지를 갖고 있으며, 논쥐(R. argentiventer)와 달리 배 쪽은 평범한 흰색을 띠고 귀 앞 쪽에 오렌지색 점이 없다.

## 분포 및 서식지
말라얀들쥐는 말레이시아와 태국, 수마트라 섬, 보르네오 섬, 필리핀 그리고 많은 인근 작은 섬에서 발견된다. 자연 서식지는 해안가 숲을 포함한 일차림과 이차림이지만, 딥테로카르푸스과 식물 숲에서는 거의 발견되지 않는다. 플랜테이션과 관목 지대, 초원, 정원 지대에서도 발견되지만 건물에는 거의 침입하지 않는다.

## 습성
말라얀들쥐는 야행성 동물이다. 나무에 잘 오르고, 대부분의 시간을 나무 위에서 보내거나 땅에서 먹이를 구한다. 나무 더니와 야자수 잎 더미, 쓰러진 나무 아래, 야자수 수관에 숨는다. 야자기름 열매를 포함한 식물성과 동물성 물질을 모두 먹는다.

## 보전 상태
말라얀들쥐는 아주 넓은 분포 지역에서 개체수가 풍부하고 적응력이 높은 종으로 전체 개체수가 크고 다양한 환경에서 살 수 있는 능력을 갖고 있다. 알려진 특별한 위협 요인이 없고 일부 지역에서는 해충으로 간주되고 있다. 국제 자연 보전 연맹(IUCN)이 보전 등급을 "관심대상종"으로 분류하고 있다.